# 金梭岛遗址

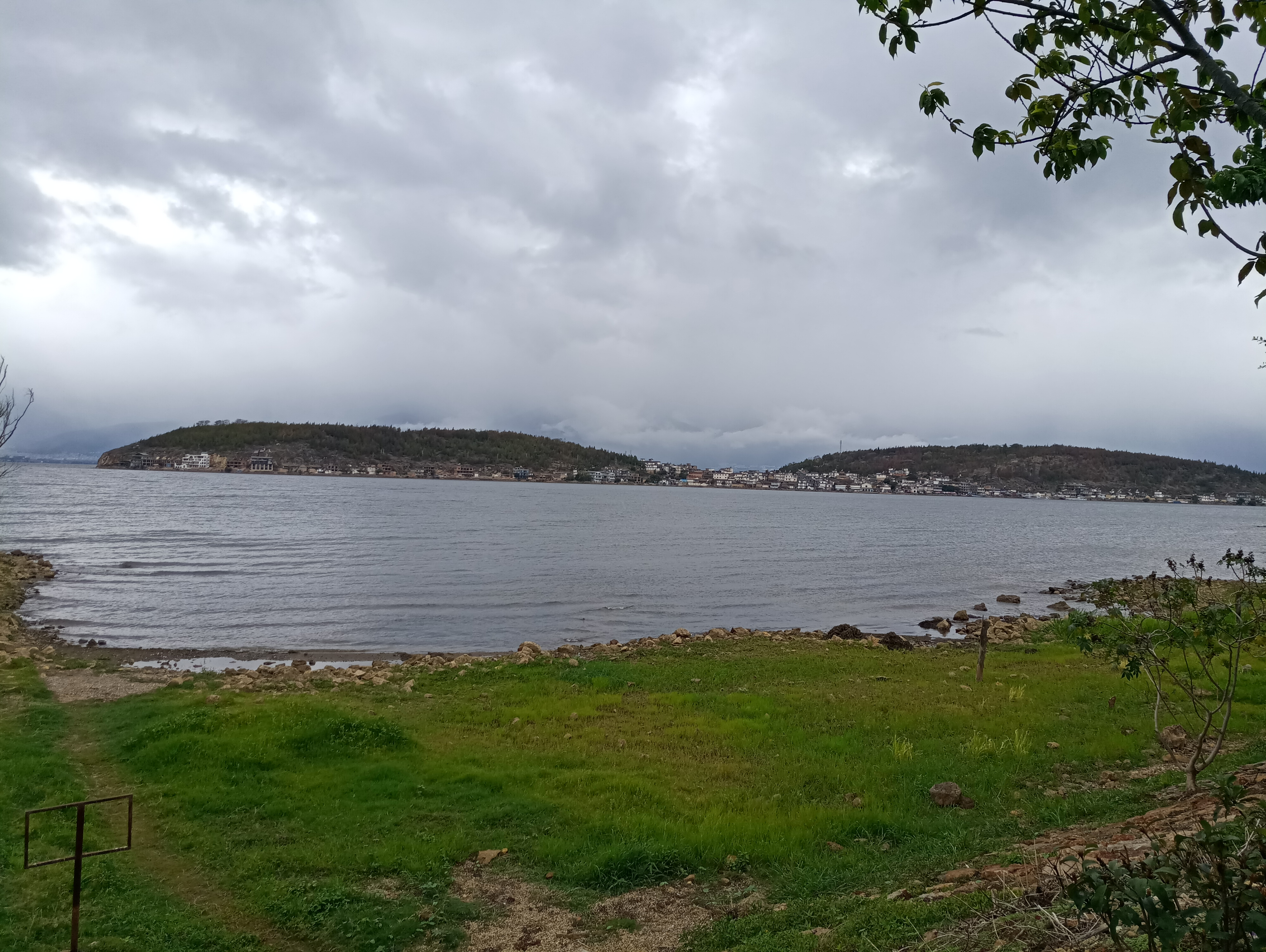
金梭岛

金梭岛遗址，位于中国云南省大理州大理市海东镇洱海东南部的金梭岛，为新石器时代晚期至唐代文化遗址。

## 简介
金梭岛位于洱海东南部，距岸约250米，南北长近2千米，东西平均宽370米，为海中第一大岛，因岛中部窄，两端宽，形似梭子，故名金梭岛。现岛上有居民200余户，有三星本主庙、玉龙宫地下溶洞等旅游景点。金梭岛东南700米为银梭岛。
1960年，农民在岛上开荒种地，发现石器、夹砂陶片、铜器、铜柄铁剑、东汉墓、晋墓以及南诏有字瓦残片等。1986年3月，大理州文管所对岛中部的新石器时代遗址进行试掘，又发现古窑址的烟道、灰烬等遗迹，出土扁平双面刃石斧等10余件。该次试掘未正式发表报告，此后也未再进行发掘。
《蛮书》载：“大厘城南去羊苴咩城四十里……东南十余里有舍利水城，在洱海中流岛上。四面临水，夏月最清凉，南诏常于此城避暑。”金梭岛上的南诏建筑遗址即被认为是南诏王的避暑宫殿舍利水城，但也有学者质疑。
1985年9月20日，“金梭岛遗址（含银梭岛）”被公布为第一批大理市文物保护单位。

## 图片

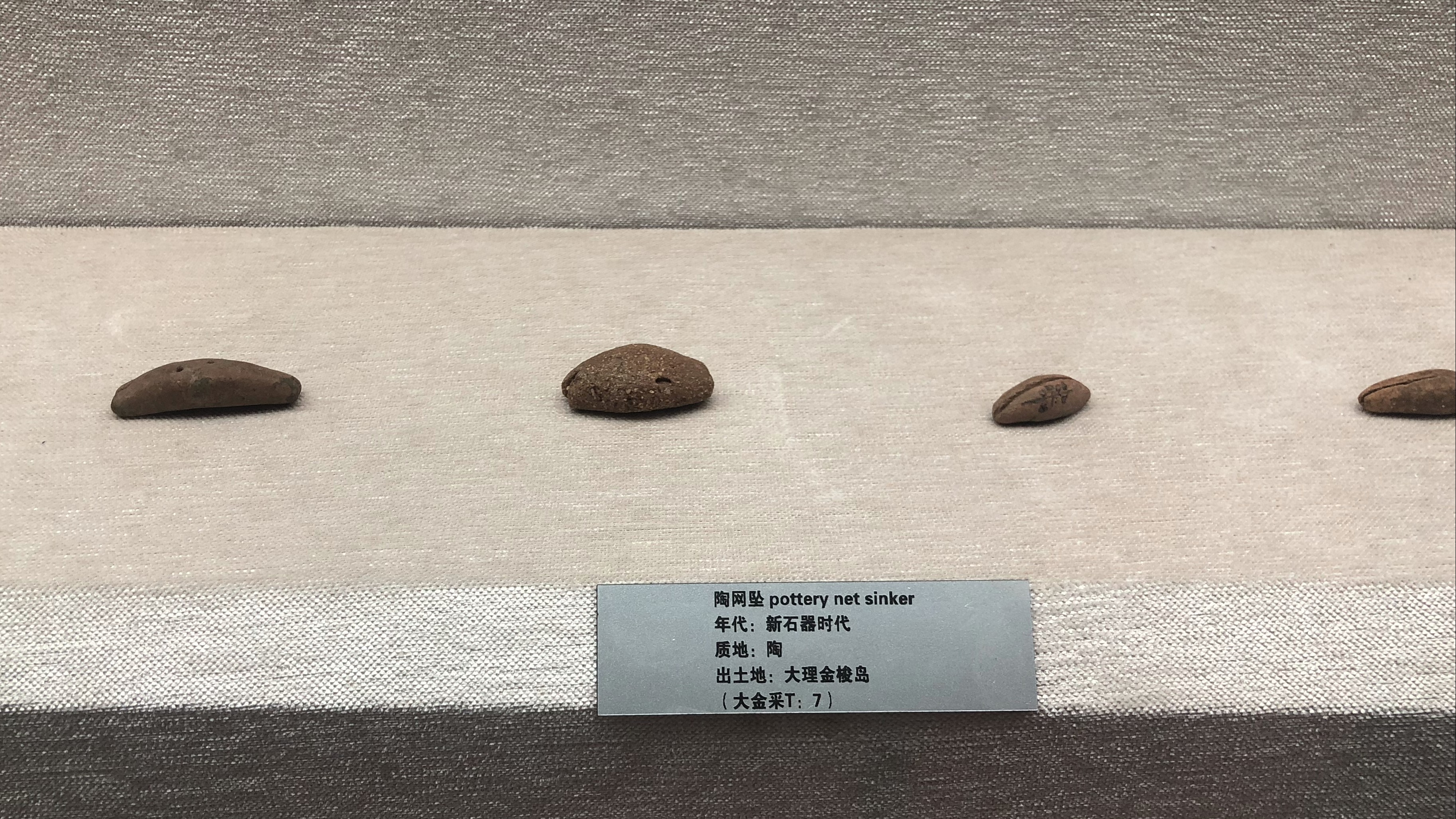
陶网坠，云南省博物馆藏
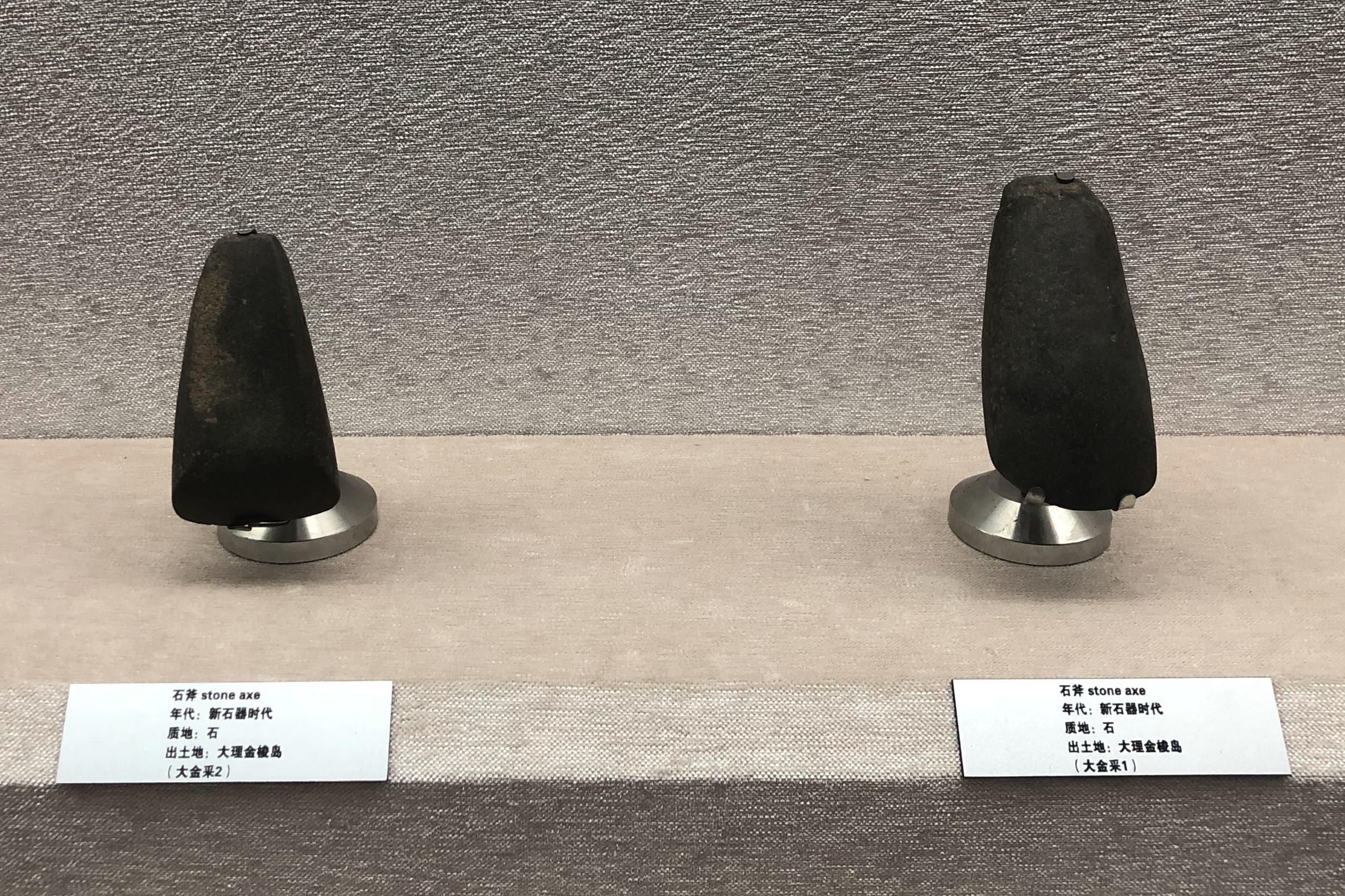
石斧，云南省博物馆藏
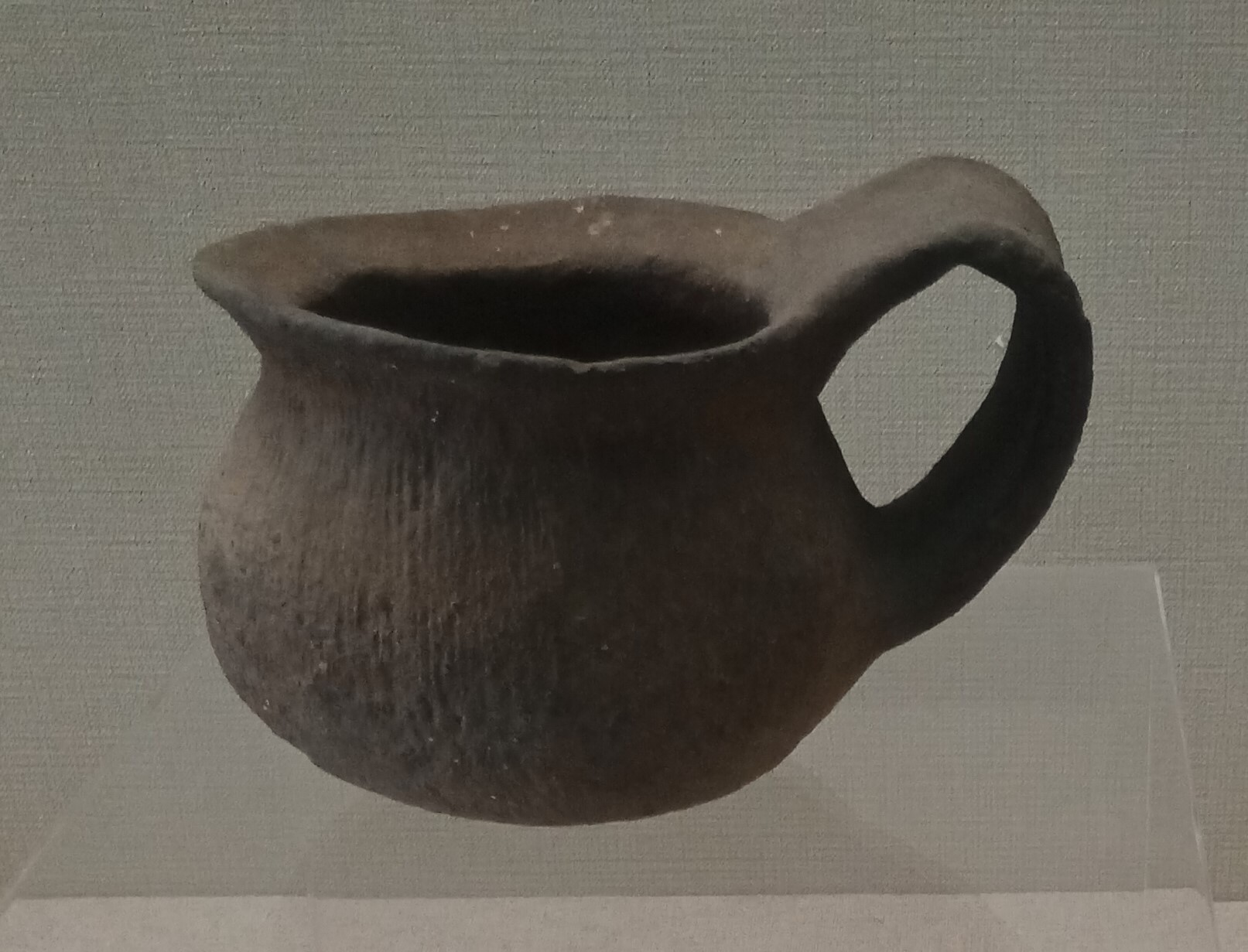
单耳罐，大理州博物馆藏
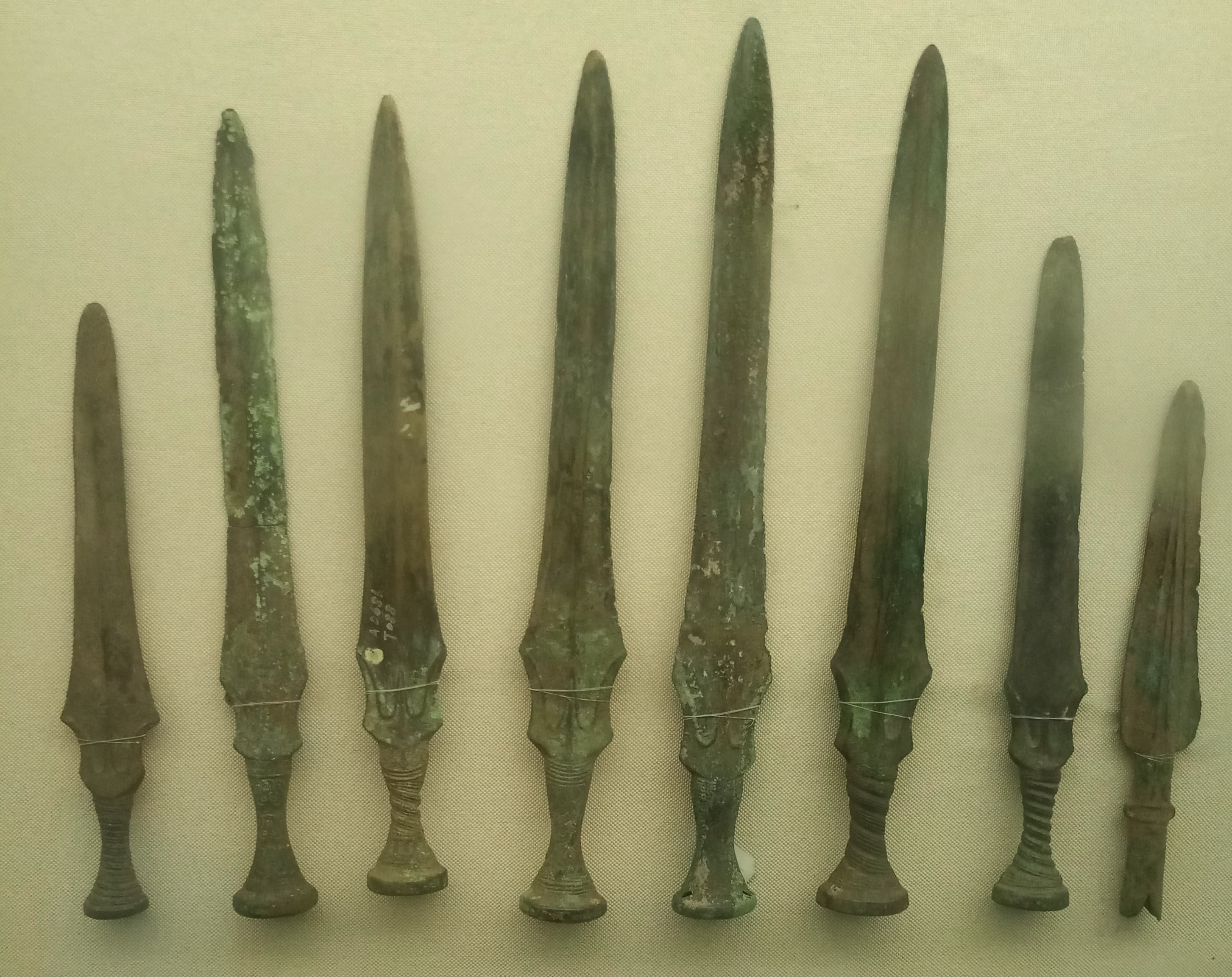
山字格青铜剑，大理市博物馆藏
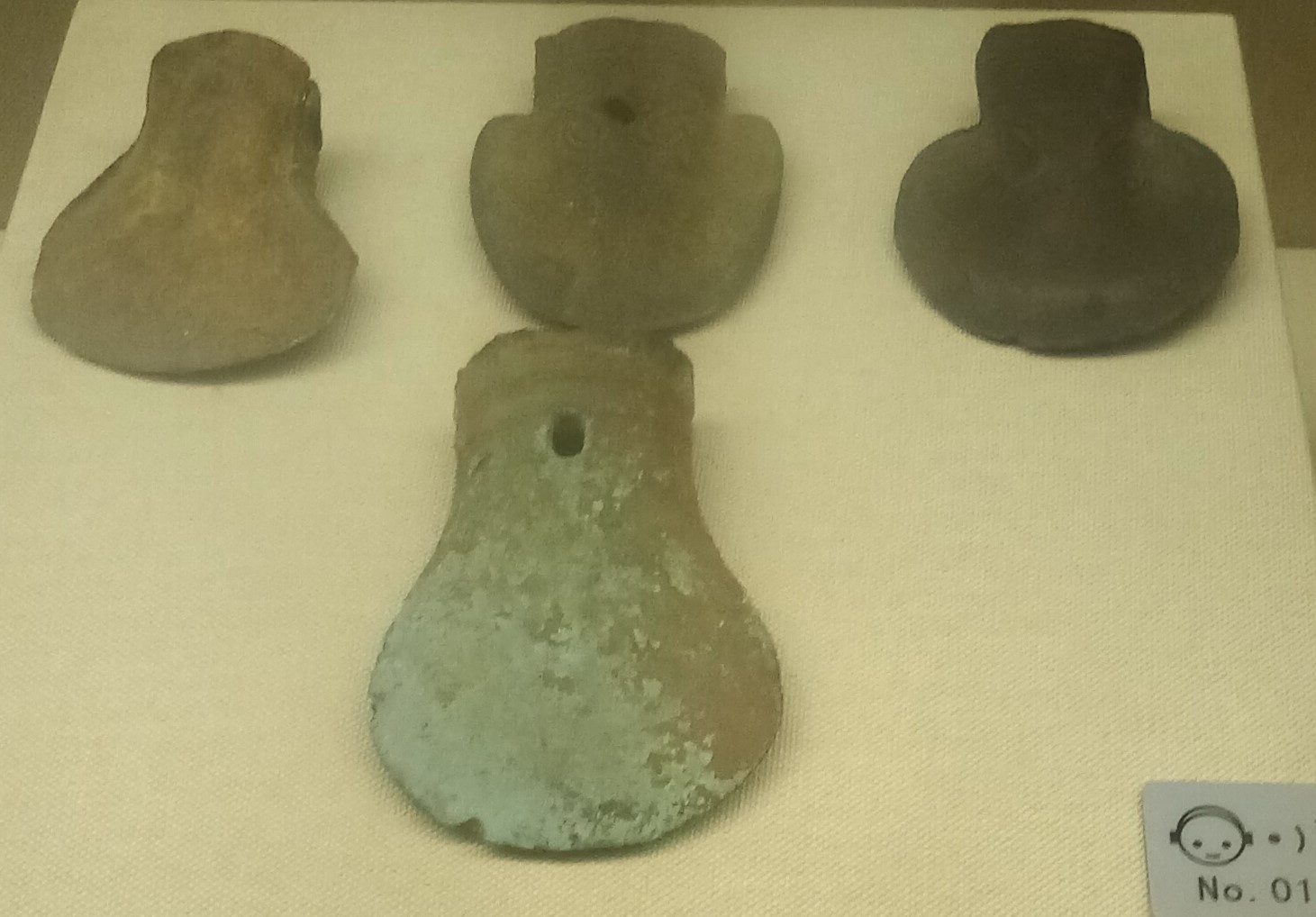
青铜钺，大理市博物馆藏